# Israelische Eishockeyliga 2000/01
Die Saison 2000/01 war die achte Spielzeit der israelischen Eishockeyliga, der höchsten israelischen Eishockeyspielklasse. Meister wurde zum insgesamt zweiten Mal in der Vereinsgeschichte der HC Maccabi Amos Lod.
Topscorer wurde Yevgeni Kniter, der linke Flügelstürmer Eduard Revniaga wurde zum wertvollsten Spieler gewählt.

## Modus
In der Hauptrunde absolvierte jede der fünf Mannschaften insgesamt 16 Spiele. Die vier bestplatzierten Mannschaften qualifizierten sich für die Playoffs, in denen der Meister ausgespielt wurde. Für einen Sieg erhielt jede Mannschaft zwei Punkte, bei einem Unentschieden gab es ein Punkt und bei einer Niederlage null Punkte.

## Hauptrunde
|    | Klub                | Sp | S  | U | N  | Tore  | Punkte |
| -- | ------------------- | -- | -- | - | -- | ----- | ------ |
| 1. | HC Ma’alot          | 16 | 14 | 0 | 2  | 81:32 | 28     |
| 2. | HC Maccabi Amos Lod | 16 | 12 | 1 | 3  | 63:37 | 25     |
| 3. | HC Metulla          | 16 | 8  | 0 | 8  | 45:37 | 16     |
| 4. | HC Haifa            | 16 | 4  | 1 | 11 | 25:43 | 9      |
| 5. | HC Bat Yam          | 16 | 1  | 0 | 15 | 15:80 | 2      |

Sp = Spiele, S = Siege, U = Unentschieden, N = Niederlagen

## Playoffs

### Halbfinale
- HC Ma’alot – HC Haifa 7:2
- HC Maccabi Amos Lod – HC Metulla 4:3

### Finale
- HC Ma’alot – HC Maccabi Amos Lod 1:2